# 蔡琰

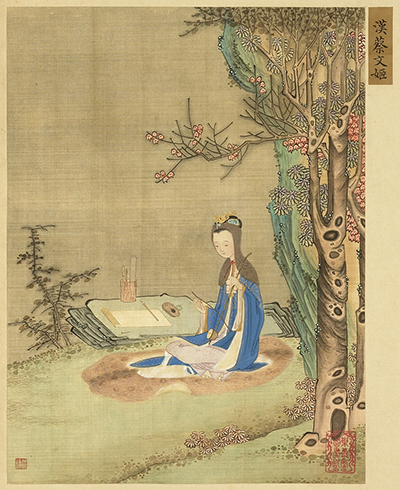
漢蔡文姫（『畫麗珠萃秀』）

蔡 琰（さい えん、177年（熹平6年）? - 249年（嘉平元年）?（後述））は、中国後漢末期から三国時代にかけての詩人。字は昭姫であるが、後に文姫と書かれるようになった（後述）。兗州陳留郡圉県の出身。父は蔡邕。甥あるいは子に羊祜。
才女の誉高く、博学かつ弁術に巧みで音律に通じ、数奇な運命を辿った。『百美新詠図伝』によると、中国歴朝で最も名高い美人百人に選ばれている。

## 生涯
南朝宋の范曄編纂の『後漢書』列女伝は次のように記す。蔡琰は河東郡の衛仲道の妻となるが、早くに先立たれたため婚家に留まらず実家に帰った。興平年間（194年-195年）、董卓の残党によって乱が起こると、蔡琰は匈奴の騎馬兵に拉致され、南匈奴の左賢王（去卑か。異説に劉豹）のもとに留め置かれた。匈奴に12年住む間に、胡人とのあいだに子を2人もうけた。建安12年（207年）、父と親交のあった曹操は蔡邕の後継ぎがいないことを惜しみ、匈奴に金や宝玉を支払って蔡琰を帰国させた。帰国時に実の子を匈奴に残しており、子との別離に際しての苦痛を詩に述べた。帰国後、曹操の配慮で同郷出身の屯田都尉董祀に嫁いだ。その董祀が法を犯し死罪になるところであったが、蔡琰は曹操を説得して処刑を取り止めさせた。のちに曹操の要求で失われた父の蔵書400編余りを復元した際、誤字脱字は一字もなかった。

### 没年

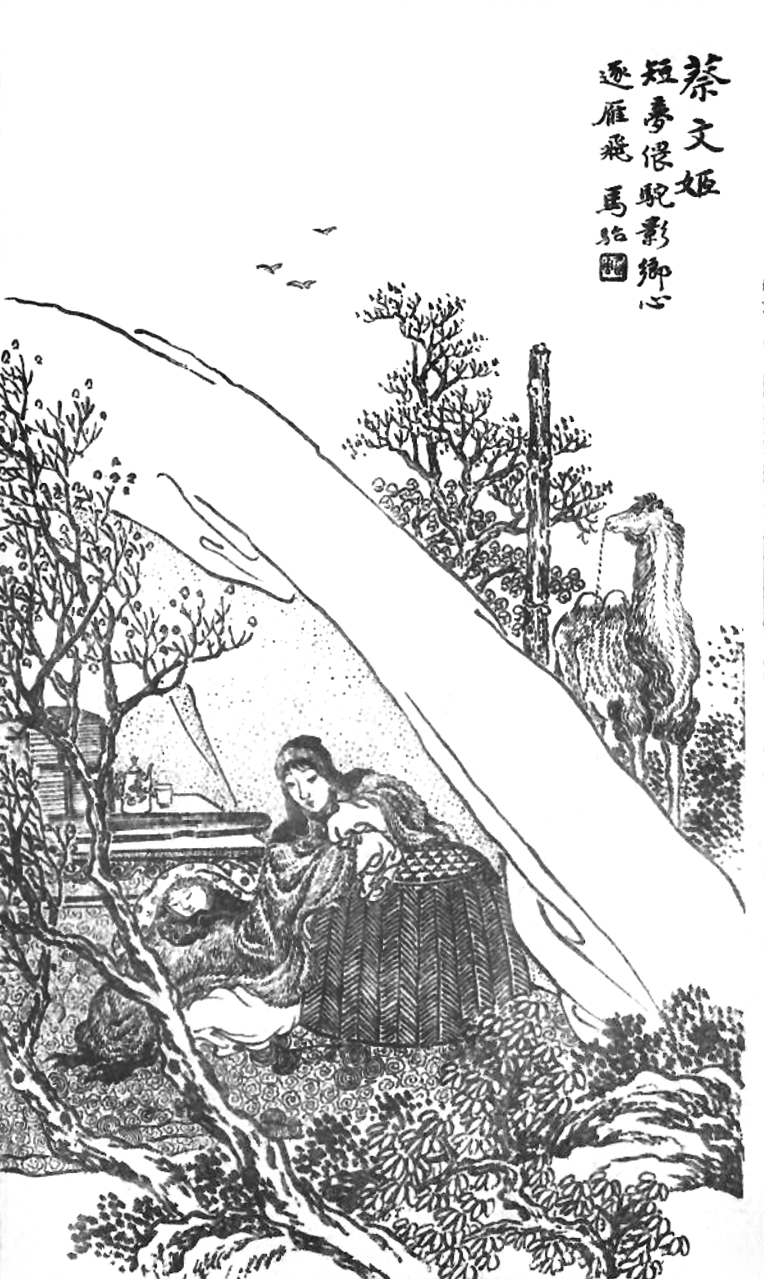
蔡文姫（『美人百態畫譜』）

蔡邕の蔵書復元後の消息は『後漢書』に載らないが、『晋書』景献羊皇后伝および羊祜伝には羊衜に嫁いだ蔡邕の娘の記録が残る。この蔡邕の娘が蔡琰か蔡琰の姉妹か言及されていない。陳仲奇は『蔡琰晩年事跡献疑』において『晋書』に記載される蔡邕の娘が蔡琰である可能性を指摘する。その場合の蔡琰の没年は249年だと述べている。一方、清代の『新泰県誌』には、羊祜の母で蔡邕の娘の蔡貞姫なる人物が記載される 。この人物を蔡琰の姉妹とする見方があるが、蔡琰との関係は一切不詳である。また「貞姫」は名か字あるいは号（称号）かなどが明らかでない。
1992年に中国人民銀行より発行された蔡文姫銀貨には、生没年を「公元約177年-254年」と書かれている。なお、この銀貨は中国傑出歴史人物紀念幣の第9組めの記念硬貨に属し、同組には100元金貨の則天武后、その他5元銀貨の鄭成功・蕭綽・王昭君・花木蘭がある。

### 字の異同

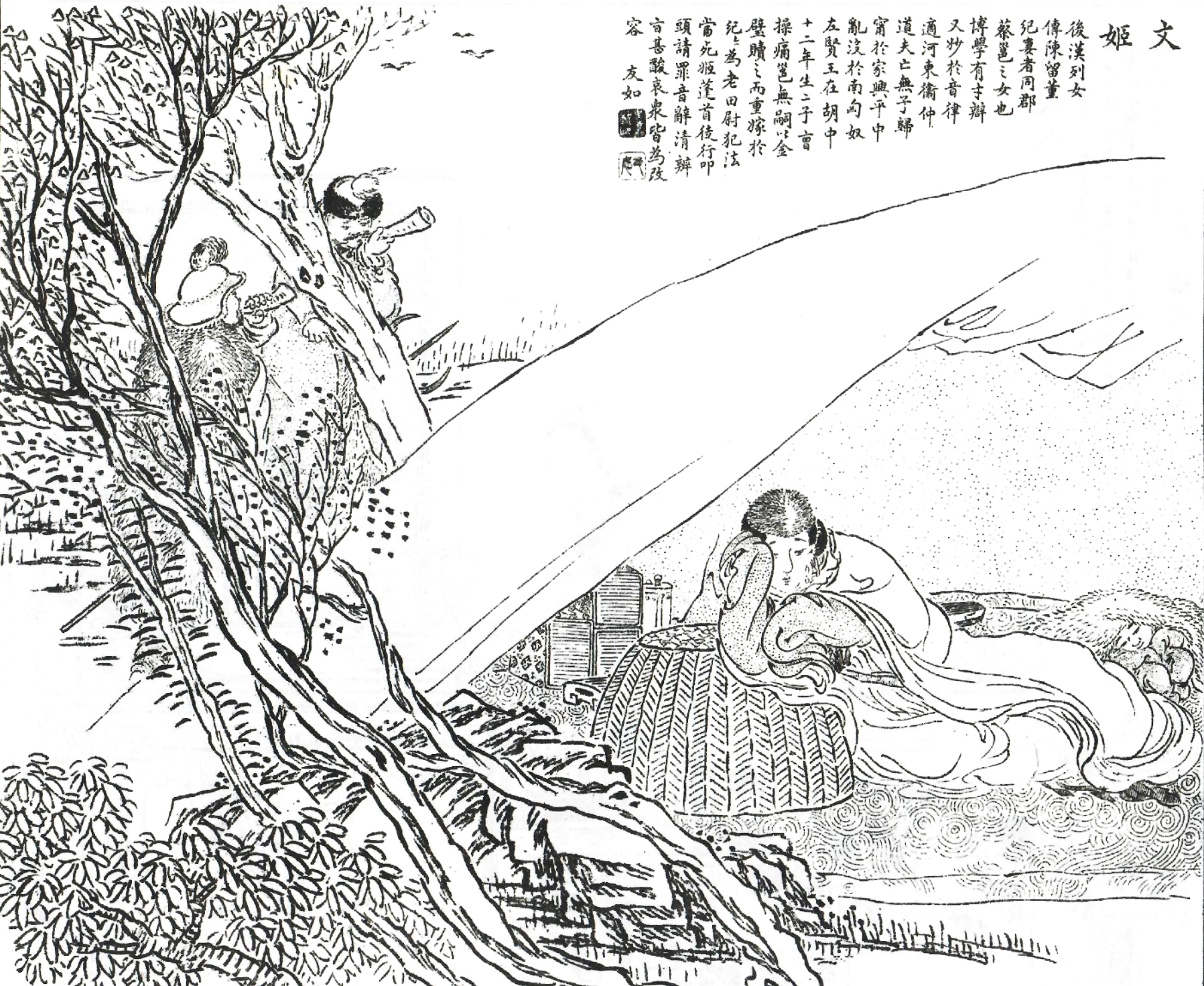
蔡文姫（『古今百美図』）

蔡琰の字は『後漢書』では「文姫」と書かれるが、『後漢書』の注釈にある『列女後傳』では「昭姫」と記録される。このような漢字の違いは前漢の王昭君にも見られ、西晋の石崇が彼女を題材として作った辞のタイトルは『王明君辞』である。これらの原因は西晋の成立後に皇位を贈られた司馬昭の「昭」を避諱したせいだと推察できる。
晋代に成立したであろう蔡琰の伝記（『蔡琰別傳』）は『後漢書』を筆頭に『芸文類聚』、『太平御覧』等に収録されたため、避諱後の字である文姫が後世に広く伝わった。

### 琴を弁じる
蔡琰が幼い頃、夜に蔡邕が琴を演奏していた。演奏の最中に琴の二番目の弦が切れ、別室で父の演奏を聞いていた蔡琰が「第二弦」と言った。蔡邕が不思議に思いわざと四番目の絃を切ると、またも「第四弦」と蔡琰は言った。蔡邕が「たまたま言い当てたのだろう」と言うと、蔡琰は「昔、呉季札は音楽を聞いて国の興廃を知り、師曠は律管を吹いて楚軍が戦に負けることを知りました。彼らのような音楽家がいたのです、どうして私が切れた弦を聞き分けられないと言うのですか」と答えた。それを聞いた蔡邕は驚いた。
この逸話は初学者向けの教科書の『蒙求』と『三字経』に取り入れられ、女性にも聡明な者がいることと、男子はこのような才女に見劣りしないよう勉学に励むべきだという教えに用いられた。

### 書の伝道師
唐の張彦遠の『法書要録』中にある「伝授筆法人名」に次の記述がある。蔡邕の筆法は崔瑗と蔡琰に伝わり、蔡琰が鍾繇に伝えた。鍾繇の筆法は衛夫人に伝わり、衛夫人が弟子の王羲之に伝えていき、その後の多くの能書家に伝わった。

### 羊祜を養育？
羊祜は十五歳のときに父を失ったため、伯母の蔡氏に養育され、羊祜は孝行者として評判となった。蔡氏は彼を称えて、「羊祜は成長すれば諸葛孔明にも次ぐ人間になるだろう」と言っていた（『太平御覧』巻五一三引く三十国春秋）。後に彼は敵将の陸抗に楽毅、諸葛亮といえども彼以上ではあるまいと評される将軍へと成長した（『晋書』羊祜伝）。この蔡氏は出自の記録がなく、蔡琰かその親類か同姓の他人かは不明。

## その他

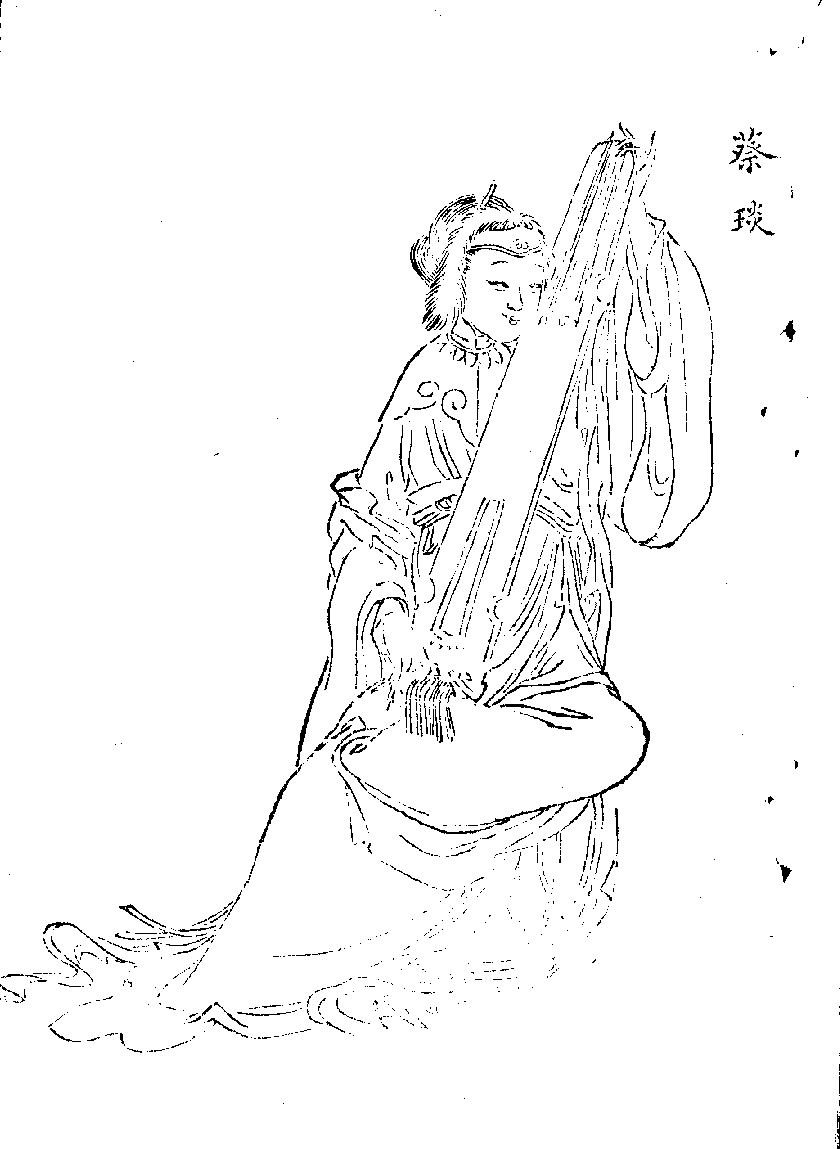
蔡琰『歴朝名媛詩詞』より

陝西省西安市藍田県三里鎮蔡王村に陵墓がある。省級文物保護単位。1991年には付近に記念館が建てられた。
蔡琰の著作には自らの波乱の人生を綴った『胡笳十八拍』と『悲憤詩』の2首が伝わる。一説に『胡笳十八拍』は後世の詩人が蔡琰に仮託してできた産物だという。なお『胡笳十八拍』の楽曲は現代に伝わり、中国十大古典名曲の一つに数えられる。
蔡琰の人生を題材にした作品には、北京の頤和園の長廊に描かれた『文姫帰漢図』がある。他に蔡琰を主人公とした戯曲が多数作られており、元の金志甫の『蔡琰還漢』や明の陳与郊の『文姫入塞』、曹雪芹の祖父曹寅の『続琵琶』、郭沫若の『蔡文姫』などがある。
水星と金星には彼女の名がついたクレーター (Ts'ai Wen-chiとCaiwenji、蔡文姫) がある。

## 蔡琰を題材とした作品
- 三国志外伝 「蔡琰」（小説、宮城谷昌光、文藝春秋)